# Distrito de Pataypampa
El Distrito de Pataypampa es uno de los catorce distritos de la Provincia de Grau  ubicada en el departamento de Apurímac, bajo la administración del Gobierno regional de Apurímac, en el sur del Perú.
Desde el punto de vista jerárquico de la Iglesia católica forma parte de la Diócesis de Abancay la cual, a su vez, pertenece a la Arquidiócesis de Cusco.

## Historia
El distrito fue creado mediante Ley n.º 13786 del 27 de diciembre de 1961, en el segundo gobierno de Manuel Prado Ugarteche.

## Geografía
La ciudad de Pataypampa se encuentra ubicada en los Andes Centrales.

## Autoridades

### Municipales
- 2011-2014:[3]
  - Alcalde: Raúl Dávila Mejía, Movimiento Poder Popular Andino (PPA).
  - Regidores: Nemesio Sánchez Huamaní (PPA), Raúl Román Villegas (PPA), Nicolás Huamaní Quispe (PPA), Liliana Sánchez Quispe (PPA), Leoncio Quispe Pumacayo (Llapanchik).
- 2007-2010
  - Alcalde: Raúl Dávila Mejía.

## Festividades
- Carnavales.
- Santiago.
- San Marcos (25 de Abril)es.